# Municipio de Walker (condado de Huntingdon)
El municipio de Walker (en inglés: Walker Township) es un municipio ubicado en el condado de Huntingdon en el estado estadounidense de Pensilvania. En el año 2000 tenía una población de 1.747 habitantes y una densidad poblacional de 35.9 personas por km².

## Geografía
El municipio de Walker se encuentra ubicado en las coordenadas 40°28′00″N 78°04′59″O / 40.46667, -78.08306.

## Demografía
Según la Oficina del Censo en 2000 los ingresos medios por hogar en la localidad eran de $43,516 y los ingresos medios por familia eran de $45,652. Los hombres tenían unos ingresos medios de $35,000 frente a los $22,875 para las mujeres. La renta per cápita de la localidad era de $19,785. Alrededor del 3,1% de la población estaba por debajo del umbral de pobreza.